# Sexappeal

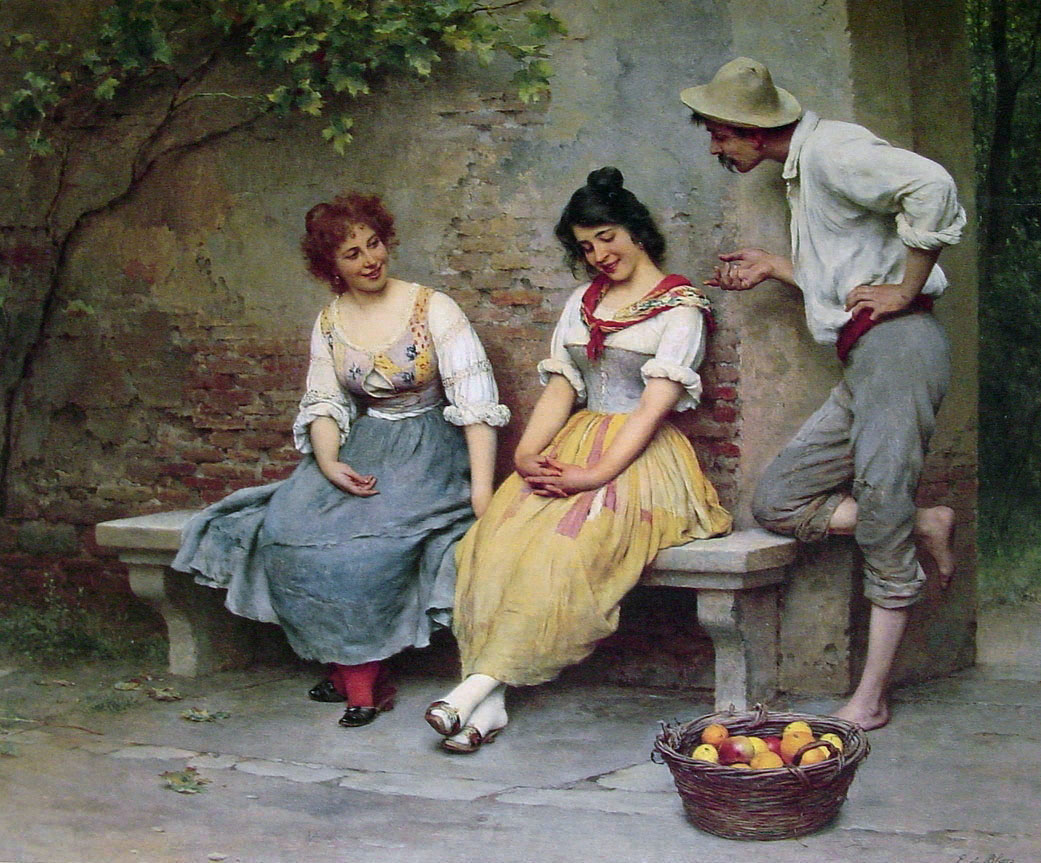
De flirt (1904) door de Italiaanse kunstschilder Eugene de Blaas

Sexappeal of seksuele aantrekkingskracht verwijst naar het vermogen van een individu om de seksuele of erotische interesse van een andere persoon op te wekken, en is een factor in de seksuele selectie of partnerkeuze.
Die aantrekkingskracht kan te maken hebben met fysieke (uiterlijk, bewegingen, stem en geur) en andere eigenschappen van een persoon. Eigen sexappeal tracht men vaak te verbeteren door aandacht te schenken aan kleding, parfum, haarstijl en andere opsmuk om de seksuele interesse van een andere persoon te stimuleren. Opvattingen over sexappeal zijn voor een deel cultureel bepaald en worden met name sterk in de hand gewerkt door de media. Daardoor gaan gewone mannen en vrouwen zich onrealistisch spiegelen aan bekende mensen uit film, reclame en amusement. Daarnaast spelen ook bepaalde karaktertrekken, intelligentie en sociale status een rol. 
Veel van wat sexappeal betreft blijft echter verborgen, omdat behalve cultuur en eigen aard ook biologisch-chemische processen in het spel zijn die zich grotendeels aan het bewustzijn onttrekken. Wat ons in een ander aantrekt kunnen we met andere woorden wel voor onszelf rationaliseren, maar van de werking van feromonen of psychologische processen en predisposities e.d. zijn we ons niet bewust.
Hoewel pogingen zijn gedaan om objectieve criteria voor seksuele aantrekkelijkheid te bedenken, blijft iemands sexappeal voor een groot deel een subjectief iets, afhankelijk van de interesse van een andere persoon, diens waarneming, seksuele geaardheid en culturele omgeving. Zo vindt bijvoorbeeld een homoseksueel een persoon van hetzelfde geslacht aantrekkelijker dan een van het andere geslacht.

## Bron
- Dit artikel of een eerdere versie ervan is een (gedeeltelijke) vertaling van het artikel Sexual attraction op de Engelstalige Wikipedia, dat onder de licentie Creative Commons Naamsvermelding/Gelijk delen valt. Zie de bewerkingsgeschiedenis aldaar.